# Sarah Kerruish
Sarah Kerruish est une réalisatrice, productrice et scénariste de documentaires. 

## Biographie
Kerruish grandit sur l'île de Man. Elle fréquente l'université de l'Idaho, avant de retourner à Londres. En 1994, elle fait partie de l'équipe créatrice de la série documentaire Moon Shot, qui  remporte le prix Peabody et une nomination aux Primetime Emmy ,,. En 1998, elle réalise le documentaire Dreams Spoken Here, sur les enfants sourds qui apprennent à parler. Elle réalise un court métrage sur l'équipe technique de la Maison Blanche, au cours de leurs derniers jours sous l'administration de Barack Obama. En 2018, elle a co-réalisé le documentaire General Magic avec Matt Maude, sur une start-up du même nom fondée en 1989,. Kerruish enregistre des images de la société en 1992 pour une vidéo promotionnelle, qui est utilisée dans le documentaire.